# 阿莉西亚·图布朗
阿莉西亚·图布朗（法語：Alicia Toublanc，1996年5月3日—），生于圣布里厄，法国女子手球运动员。她曾代表法国国家队参加2024年夏季奥林匹克运动会女子手球比赛，获得一枚银牌。